# Chromodoris aila
Chromodoris aila är en snäckart som beskrevs av Er. Marcus 1961. Chromodoris aila ingår i släktet Chromodoris och familjen Chromodorididae. Inga underarter finns listade i Catalogue of Life.